# Enargia obsolescens
Enargia obsolescens är en fjärilsart som beskrevs av Lenz. Enargia obsolescens ingår i släktet Enargia och familjen nattflyn. Inga underarter finns listade i Catalogue of Life.